# Марянув (гміна Жечнюв)
Марянув (пол. Marianów) — село в Польщі, у гміні Жечнюв Ліпського повіту Мазовецького воєводства.
Населення — 114 осіб (2011).
У 1975-1998 роках село належало до Радомського воєводства.

## Демографія
Демографічна структура станом на 31 березня 2011 року:
|          | Загалом | Допрацездатний вік | Працездатний вік | Постпрацездатний вік |
| -------- | ------- | ------------------ | ---------------- | -------------------- |
| Чоловіки | 58      | 14                 | 33               | 11                   |
| Жінки    | 56      | 11                 | 24               | 21                   |
| Разом    | 114     | 25                 | 57               | 32                   |